# Posiołok Obłastnoj sielskochoziajstwiennoj opytnoj stancyi
Posiołok Obłastnoj sielskochoziajstwiennoj opytnoj stancyi (ros. Посёлок Областной сельскохозяйственной опытной станции) – osiedle w Rosji, w obwodzie wołgogradzkim, w rejonie gorodiszczeńskim. W 2010 liczyło 1904 mieszkańców.